# Považské podolie
Považské podolie je geomorfologický celek na západním Slovensku v geomorfologické oblasti Slovensko-moravské Karpaty. Území tvoří soustava kotlin a pahorkatinných sníženin podél středního toku Váhu přibližně mezi městy Nové Mesto nad Váhom a Bytča. Jedná se o hustě zalidněné, téměř souvisle urbanizované pásmo, největší města jsou Trenčín a Považská Bystrica. Území má také velký dopravní význam, vede tudy páteřní slovenská železnice i dálnice.